# Friedrich Schulin
Johann Friedrich Paul Schulin (* 4. August 1843 in Frankfurt am Main; † 31. März 1898 in Dornach) war ein deutsch-schweizerischer Rechtswissenschaftler, Rechtshistoriker und Richter. Schulin war Professor der Rechte an den Universitäten in Marburg und Basel.

## Leben
Friedrich Schulin wurde als Sohn von Philipp Friedrich Schulin (1800–1874) geboren. Sein Vater war Jurist und Mitglied im Senat der Freien Stadt Frankfurt. Friedrich erhielt zunächst Privatunterricht und ging später auf das Gymnasium. Dort fiel er durch besondere Begabungen auf und erreichte schon mit 17 Jahren die Universitätsreife. Er verblieb aber auf Wunsch seines Vaters noch ein weiteres Jahr am Gymnasium.
Schulin studierte Rechtswissenschaften an den Universitäten in Heidelberg, Tübingen und Berlin. Die letzten Semester studierte er an der Marburger Universität, wo sich seine Eltern, auf Grund der angegriffenen Gesundheit des Vaters, niedergelassen hatten. An der Universität Marburg promovierte Schulin im Mai 1869 zum Doktor der Rechte und habilitierte sich noch im gleichen Jahr an der juristischen Fakultät der Marburger Universität mit der Habilitationsschrift De rebus sub resolutiva in diem addictionis vel commissoria lege venditis als Privatdozent für Römisches Recht. Im Mai 1874 erhielt er eine außerordentliche Professur für römisches Recht, verließ aber bereits im Juli 1874 die Universität Marburg.
Im Herbst 1874 folgte er dem Ruf als ordentlicher Professor des römischen Rechts an die Universität Basel. Ab 1876 bis 1891 und von 1893 bis 1895 war Schulin außerdem Appellationsrichter in Basel. 1878 wurde er zum Rektor der Universität Basel und 1892 zum Ehrenbürger der Stadt Basel ernannt. 1881 wurde er Mitglied der Académie de législation in Toulouse. Berufungen an die Universitäten nach Rostock, Greifswald und Kiel hatte er abgelehnt. 1888 gehörte Schulin zur Delegation der Basler Universität, die an den Feierlichkeiten anlässlich des 800. Gründungstages der Universität Bologna teilnahm. Ostern 1896 wurde er emeritiert. Wegen seiner Verdienste ehrte ihn die philosophische Fakultät der Basler Universität im November 1896 mit der Vergabe des Titels eines Ehrendoktors.
Friedrich Schulin starb am 31. März 1898, im Alter von 54 Jahren, im schweizerischen Dornach an einem langjährigen Herzleiden.
Schulin hinterließ ein umfangreiches Schrifttum. Seine Studien befassten sich vor allem mit dem römischen, später aber auch dem griechischen Recht sowie Rechtssystemen noch älterer Kulturen. 1873 veröffentlichte er Ueber einige Anwendungsfälle der Publicana in rem actio, das er seinem Vater als treuem Lehrer seiner Jugend widmete. Zwei Jahre später erschien seine Schrift Ueber Resolutivbedingungen und Endtermine. Im Namen der juristischen Fakultät zu Basel verfasste Schulin 1879 die Festschrift Zur Lehre vom Erfüllungsort und vom Gerichtsstand der Obligationen nach römischem Recht, die im Rahmen einer Versammlung des Schweizerischen Juristenvereins von ihm überreicht wurde. Das griechische Testament verglichen mit dem römischen erschien 1882 als Rektoratsprogramm. Sein Hauptwerk Lehrbuch der Geschichte des Römischen Rechts, veröffentlicht 1889, widmete er Andreas Heusler anlässlich dessen 25. Professorenjubiläums. Es wurde bereits 1893 ins Russische übersetzt.

## Veröffentlichungen (Auswahl)
- De rebus sub resolutiva in diem addictionis vel commissoria lege venditis. (Habilitationsschrift), Marburg 1869.
- Ueber einige Anwendungsfälle der Publiciana in rem actio. Eine civilistische Abhandlung. Marburg 1873.
- Über Resolutivbedingungen und Endtermine. Eine civilistische Abhandlung. Marburg 1875.
- Ad Pandectarum titulum De Origine Juris commentatio. Basel 1876.
- Zur Lehre vom Erfüllungsort und vom Gerichtsstand der Obligationen nach römischem Recht. (Festschrift für den Schweizerischen Juristenverein), Basel 1879.
- Drei akademische Vorträge rechtsgeschichtlichen Inhalts. Basel 1881.
- Das griechische Testament verglichen mit dem römischen. Basel 1882.
- Lehrbuch der Geschichte des Römischen Rechtes. Stuttgart 1889.